# Pomosinwerke (Gomaringen)

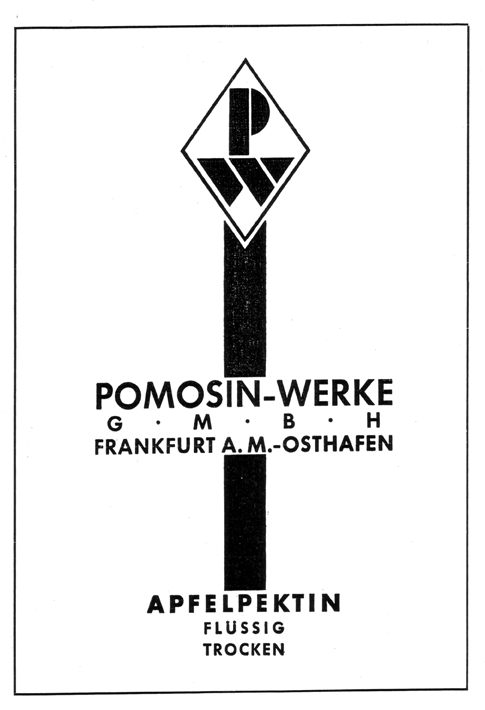
Pomosin

Die Pomosinwerke sind ein in Gomaringen aufgegangener Ort im Landkreis Tübingen.

## Geschichte
Die Gomaringer Pomosinwerke waren ab 1936 ein Zweigbetrieb der Frankfurter Obsttrocknungsgesellschaft, in denen der Trester, der als Pressrückstand beim Mosten von Äpfeln anfiel, getrocknet wurde. Aus Pomosin wurde in Frankfurt das Geliermittel Pektin gewonnen.
Pomosin ist heute der Handelsname eines Zitrustresters, der bei der Gewinnung von Saft aus Zitrusfrüchten oder von Pektinen aus Zitrusschalen entsteht. Zitrustrester ist ein futtermittelrechtlich zugelassenes Futtermittel. Nach dem Pressen des Saftes werden meistens auch die ätherischen Öle zum Beispiel für die Parfümherstellung abgetrennt und die restlichen Bestandteile, d. h. das innere Mark, Fruchtfleischstücke, die Schalen und z. T. die Samen können als Beifutter an Rinder verfüttert werden.
Pomosin wird heute von der US-amerikanischen Firma CP Kelco in Großenbrode an der Ostseeküste in Schleswig-Holstein vor allem aus Zitronenschalen hergestellt. Das Werk wird seit 1950 betrieben. 1969 wurden die Geschäftsanteile der Firma von der italienischen Firma Cisalpina in Bergamo übernommen, die kurz darauf Teilflächen des ehemaligen Flugplatzes Großenbrode vom Bundesministerium der Finanzen erwarb. Das Werk wurde im Jahr 2000 stark vergrößert und modernisiert.

## Firmenschriften
Die Pomosinwerke veröffentlichten in den 1930er Jahren folgende Firmenschriften im eigenen Verlag:
- Albugen statt Hühner-Eiweiss (1939)[6]
- Back-Pomosin „BP“ (1936)
- Eis-Pomosin und Trocken-Pomosin „TP“ als naturedles Bindemittel für allerfeinstes Speise-Eis (1936)
- Albugen, ein eiweißhaltiges, schlagfähiges Teilerzeugnis aus Milch von Franz Kieferle (1938)
- Das Pektin-Phänomen der Milch von Franz Kieferle (1934)
- Pomo-Krem, eine langersehnte Hilfe für den Konditor! (1936)
- Pomosin-Expreß-Geleeguß „EG“ (1936)
- Die Pomosin-Konditorei (1933)
- Nochmals Albugen und die bei der Pektinscheidung der entrahmten Milch anfallenden eiweißführenden Phasen von Wolfgang Scheimpflug (1938)
- Trocken-Pomosin „TP“ (1936)
- Pomo-Krem, neutrale Grund-Krem für Butter-Kremms und Sahnen-Krems, leichte Füll-Krems sowie Garnier-Krems ganz besonders geeignet bei Sahneknappheit (1937)[7]
- Pomosin-Extrakt Z (1938)
- Synthova spart die halbe Zahl Volleier bei Wiener Massen, Biskuitmassen, Sandmassen usw. … (1939)